# Narathiwat
Narathiwat (taj. นราธิวาส) – miasto w południowej Tajlandii, nad Zatoką Tajlandzką (Morze Południowochińskie), ośrodek administracyjny prowincji Narathiwat. Około 49 tys. mieszkańców.